# ستيف ألموند
ستيف ألموند (بالإنجليزية: Steve Almond)‏ هو ناقد أدبي وكاتب وصحفي أمريكي، ولد في 27 أكتوبر 1966 في كاليفورنيا في الولايات المتحدة.

## وصلات خارجية
- الموقع الرسمي